# الدوري العراقي الممتاز 2008–09
الدوري العراقي الممتاز 2008–09 هي بطولة ينظمها الاتحاد العراقي المركزي بكرة القدم ويشارك فيها 27 نادي عراقي ويلعب بنظام المجموعتين بمرحلتي ذهاب واياب يتاهل الفريق الأول من كل مجموعة إلى المباراة النهائية فيما يهبط 3 فرق من كل مجموعة إلى دوري الدرجة الأولى وإنطلق الدوري في 1 نوفمبر 2008.

## دور المجموعات
تمكن فريق أربيل من احتلال المركز الأول في المجموعة الأولى الشمالية بعد أن جمع 64 نقطة من 26 مباراة خاضها خلال الدوري باكمله وجاء خلفه فريق دهوك الذي جمع 61 نقطة اما المجموعة الثانية الجنوبية فقد تصدرها فريق النجف الذي جمع 52 نقطة من مبارياته الستة وعشرين وجاء بعده فريق بغداد بعد أن جمع 50 نقطة وبهذا تاهل فريقا النجف واربيل إلى المباراة النهائية.

## الدور النهائي

### المركز الثالث والرابع
خاض فريقا دهوك وبغداد مباراة تحديد المركزين الثالث والرابع على ملعب الشعب الدولي يوم 15 يوليو 2009 وتمكن دهوك من تحقيق الفوز بهدف مقابل لا شيء
| بغداد | 0 - 1 | دهوك      |
| ----- | ----- | --------- |
|       |       | خالد مشير |

### مباراة النهائي
خاض فريقا النجف وأربيل المباراة النهائية للدوري والتي اقيمت على ملعب الشعب الدولي يوم 16 يوليو 2009 وتمكن اربيل من الظفر باللقب بعد مباراة مارثونية انتهت بركلات الترجيح
| النجف | 0 (2) - 0 (3)  | اربيل |
| ----- | -------------- | ----- |
|       | بركلات الترجيح |       |